# Mount Titus
Mount Titus ist ein 2840 m hoher Berg im ostantarktischen Viktorialand. In den Admiralitätsbergen überragt er die Gipfel zwischen dem Staircase- und dem Kelly-Gletscher.
Der United States Geological Survey kartierte ihn anhand eigener Vermessungen und Luftaufnahmen der United States Navy aus den Jahren von 1960 bis 1962. Das Advisory Committee on Antarctic Names benannte ihn 1964 nach dem US-amerikanischen Meteorologen Robert W. Titus, wissenschaftlicher Leiter der Hallett-Station im Jahr 1961.